# 1436
Năm 1436 là một năm trong lịch Julius.